# Marquesado de la Manresana

Escudo de Manresa.

El Marquesado de la Manresana es un título nobiliario español creado el 7 de abril de 1767 a favor de Ramón Copóns y de Iborra.
Su denominación hace referencia a la localidad catalana de Manresa.

## Marqueses de la Manresana
|                         | Titular                                    | Periodo                 |
| Creación por Carlos III | Creación por Carlos III                    | Creación por Carlos III |
| ----------------------- | ------------------------------------------ | ----------------------- |
| I                       | Ramón Ignacio de Copóns y de Iborra        | 1767-                   |
| II                      | María Josefa de Copóns y Despujol          |                         |
| III                     | José Ramón de Pinós-Santcliment y Copóns   | ? -1830                 |
| IV                      | Rafael de Pinós-Santcliment y Copóns       | 1830-1838               |
| V                       | María Josefa de Pinós-Santcliment y Copóns | 1838-1857               |
| VI                      | Ramón de Sarriera y Pinós-Santcliment      | 1857- ?                 |
| VII                     | Ramón de Sarriera i de Vilallonga          | ? - ?                   |
| VIII                    | Enrique de Sarriera y de Vilallonga        | ? -1868                 |
| IX                      | Joaquín de Sarriera y Losada               | 1952- ?                 |
| X                       | Ramón de Sarriera y Fernández de Muniaín   | 1982-2016               |
| XI                      | Alejandro Joaquín de Sarriera y Bernat     | 2016-actual titular     |

## Historia de los marqueses de la Manresana
- Ramón Ignacio de Copóns y de Iborra, I marqués de la Manresana, barón de Cervelló, barón dels Horts.

1. Casó con Luisa Despujol. Le sucedió su hija:

- María Josefa de Copóns y Despujol, II marquesa de la Manresana.

1. Casó con José Esteban Garcerán de Pinós-Santcliment y Sureda, IV marqués de Santa María de Barbará. Le sucedió su hijo:

- José Ramón de Pinós-Santcliment y Copóns (.-1830), III marqués de la Manresana, V marqués de Santa María de Barbará, barón de Bellera. Sin descendientes. Le sucedió su hermano:

- Rafael de Pinós-Santcliment y Copóns (.-1838), IV marqués de la Manresana, VI marqués de Santa María de Barbará, barón de Bellera, barón de San Vicente dels Horts. Sin descendientes. Le sucedió su hermana:

- María Josefa de Pinós-Santcliment y Copóns (.-1857), V marquesa de la Manresana, VII marquesa de Santa María de Barbará.

1. Casó con José María de Sarriera y Despujol, V conde de Solterra. Le sucedió su hijo:

- Ramón de Sarriera y Pinós-Santcliment, VI marqués de la Manresana, VIII marqués de Santa María de Barberá, VI conde de Solterra, VIII marqués de Moix.

1. Casó con María de la Soledad de Vilallonga y de Amat.
2. Casó con María de los Dolores de Larrard y Juez-Sarmiento. Le sucedió, de su primer matrimonio, su hijo:

- Enrique de Sarriera y Vilallonga (.-1868), VII marqués de la Manresana, IX marqués de Santa María de Barbará.

1. Casó con María del Pilar de Losada y Rosés. Le sucedió su hijo:

- Joaquín de Sarriera y Losada, VIII marqués de la Manresana, grande de España (dignidad), X marqués de Santa María de Barbará.

1. Casó con Inés Fernández de Muriaín y Oliozola. Le sucedió su hijo:

- Ramón de Sarriera y Fernández de Muriaín (n. en 1945), IX marqués de la Manresana, grande de España (dignidad), XII marqués de Santa María de Barbará (la XI marquesa de Santa María de Barbará, María Victoria de Samá y Coll, VI marquesa de Marianao, V marquesa de Villanueva y Geltrú, XII condesa de Solterra, fue desposeída en 1987 del título de marquesa de Santa María de Barbará, en favor de Ramón de Sarriera y Fernández de Muriaín). Le sucedió su hijo:

- Alejandro Joaquín de Sarriera y Bernat (n. en 1983), X marqués de la Manresana, por cesión de su padre en 2016.